# Melissa Kössler
Klara Melissa Kössler (Potsdam, 4 marzo 2000) è una calciatrice tedesca, attaccante dell'Hoffenheim.
In carriera ha indossato la maglia delle nazionali giovanili della Germania, dall'Under-16 all'Under-19, ottenendo due secondi posti con quest'ultima agli Europei di categoria di Svizzera 2018 e Scozia 2019, e laureandosi campionessa d'Europa con la formazione Under-17 all'Europeo di Repubblica Ceca 2017.

## Palmarès

### Nazionale
- Campionato d'Europa under 17: 1

2017

### Individuali
- Capocannoniere del campionato Under-17

2017 (3 reti)